# Аксёненко, Александр Сергеевич
Алекса́ндр Серге́евич Аксёненко (8 марта 1986, Новосибирск, СССР) — российский хоккеист, защитник. Завершил игровую карьеру в 2013 году, хотя имел ещё действующий на один сезон контракт с новокузнецким «Металлургом». Депутат Государственной думы Федерального собрания Российской Федерации VIII созыва с 2021 года, партия «Справедливая Россия — За правду». Заместитель председателя Комитета Государственной думы VIII созыва по строительству и жилищно-коммунальному хозяйству.
Из-за поддержки российской агрессии во время российско-украинской войны находится под персональными международными санкциями 35 стран.

## Биография
Родился 8 марта 1986 г. в Новосибирске. Племянник Николая Емельяновича Аксёненко (1949-2005), бывшего первого заместителя председателя Правительства РФ.
В 2008 г. окончил инженерно-экономический факультет Сибирского государственного университета путей сообщения по специальности «бухгалтерский учет и аудит». В 2019 г. прошел магистерскую программу Новосибирского государственного университета «Стратегический менеджмент», магистр делового администрирования.
С 2004 по 2014 год профессиональный хоккеист.
Учредитель и с 2013 по 2021 год заместитель директора по развитию ООО Специализированный застройщик «Вира-строй-билдинг».

## Политическая карьера
19 сентября 2021 года избран депутатом Государственной Думы избран по избирательному округу № 137 (Искитимский — Новосибирская область). Набрал 63272 голосов (29,57 % от всех проголосовавших).

## Статистика
| Легенда | Легенда                    | Легенда | Легенда                   | Легенда | Легенда    |
| ------- | -------------------------- | ------- | ------------------------- | ------- | ---------- |
| И       | Количество проведённых игр | Штр     | Штрафное время            | +/−     | Плюс-минус |
| Г       | Голы                       | П       | Голевые передачи          | О       | Очки       |
| -       | Статистика неизвестна      | —       | Статистика не учитывалась |         |            |

### Клубная карьера
- a В «Плей-офф» учитывается статистика игрока в Кубке Надежды.

## Достижения

### Командные
Международные
| Год  | Команда         | Достижение                                    | Достижение |
| ---- | --------------- | --------------------------------------------- | ---------- |
| 2004 | Россия (юниор.) | Победитель юниорского чемпионата мира         |            |
| 2006 | Россия (мол.)   | Серебряный призёр молодёжного чемпионата мира |            |

## Международные санкции
Из-за поддержки российской агрессии и нарушения территориальной целостности Украины во время российско-украинской войны находится под персональными международными санкциями разных стран. С 23 февраля 2022 года находится под санкциями всех стран Европейского союза. С 11 марта 2022 года находится под санкциями Великобритании. С 24 марта 2022 года находится под санкциями Соединенных Штатов Америки<. С 24 февраля 2022 года находится под санкциями Канады. С 25 февраля 2022 года находится под санкциями Швейцарии. С 26 февраля 2022 года находится под санкциями Австралии. С 12 апреля 2022 года находится под санкциями Японии.
Указом президента Украины Владимира Зеленского от 7 сентября 2022 находится под санкциями Украины. С 3 мая 2022 года находится под санкциями Новой Зеландии.